# Saison 2 de Famille d'accueil
Chronologie
Saison 1 Saison 3
Cet article présente les épisodes de la deuxième saison de la série télévisée française Famille d'accueil (2001-2016).

## Distribution
- Virginie Lemoine : Marion Ferrière
- Christian Charmetant : Daniel Ferrière
- Lucie Barret : Charlotte Ferrière
- Samantha Rénier : Juliette Ferrière
- Smaïl Mekki : Khaled
- Melyssa Abdou : Louise Ferrière
- Alexis Estève : Tim Ferrière
- Ginette Garcin : Tante Jeanne
- Abel Jafri : Farid

## Épisodes

### Épisode 1:A 1000 mètres du bonheur
- France : mardi 20 avril 2004 sur France 3

- Julian Ciais : Antoine

### Épisode 2:Eddy
- France : mardi 8 avril 2003 sur France 3

- Damien Jouillerot : Eddy

La famille d’accueil reçoit Eddy.

### Épisode 3:Un de plus, un de moins
- France : mardi 10 juin 2003 sur France 3

- Charlotte Boullet : Jessica

### Épisode 4:Mauvaise Graine
- France : mardi 16  septembre 2003 sur France 3

- Alexandre Deyna : Ludovic

La famille d’accueil reçoit Ludovic, un jeune garçon qui vient de perdre sa mère dans un incendie. Malgré le drame, l’orphelin a un tempérament explosif et une énergie débordante. Il entraîne Tim et Louise dans ses bêtises. Manipulateur, ses gestes deviennent petit à petit incontrôlables et inquiétants pour les membres de la famille.  